# Моритц, Карина Анатольевна
Карина Анатольевна Моритц (4 ноября 1967, Ленинград — 8 января 2008, Париж) — советская актриса, художник.

## Биография
Отец Карины был сотрудником Ленинградского государственного университета. Его направили в командировку в Алжир, где девочка поневоле выучила французский (это был второй язык в стране). Вернувшись в СССР, Карина пошла в спецшколу с углублённым изучением языка. Увлекалась живописью. Думала поступать в Мухинское училище. С детских лет начала сниматься в кино, дебютировав в 1977 году в фильме «Объяснение в любви». Одновременно увлекалась живописью, занималась в кружке Ленинградского дворца пионеров, потом у мастеров Ленинградского высшего художественно-промышленного училища имени В. И. Мухиной.
Моритц пробовалась на главную роль в фильм «В моей смерти прошу винить Клаву К.», но пробы не прошла. Остались лишь фотографии проб с Любовью Полищук.
В 1981 году Карина появилась в детском блокбастере «Приключения Тома Сойера и Гекльберри Финна» в роли кузины Тома Сойера.
В 1983—1984 годах вышло сразу три фильма с её участием. В психологической драме «Вам телеграмма» Карине досталась роль напарницы главной героини-почтальонши, которую сыграла Татьяна Догилева. «Вам телеграмма», может и не шедевр, но удивительно отражает то время застоя, когда индивид бесился с жиру, ибо энергия почти не растрачивалась, заставляя душу колобродить. Вот и героиня Догилевой придумывает себе любовь, планируя забрать сына и уехать от мужа к однокласснику в Сургут (тот квартиру получил). При этом и одноклассника она не любит, а любит соседа, жена которого лежит в роддоме. Очень дельное кино, о людях, которые жили-поживали, утратив высшие цели, пока девяностые не вытряхнули их из тёплой ряски в реальность. В 1984 увидели свет «Аплодисменты, аплодисменты…», где Карина предстала дочкой героини Людмилы Гурченко. Тогда же появился детектив «Колье Шарлотты», где у Моритц была, наверное, наиболее заметная роль, — иностранки, спутницы контрабандиста. Каждая серия «Колье Шарлотты» начиналась с кадров Моритц, которая предваряла своей красотой и чувственно полуоткрытыми губами титры.
Карина после школы сделала выбор в пользу актёрской профессии, поступив в Ленинградский институт сценических искусств. Затем окончила актёрский факультет Санкт-Петербургской академии театрального искусства и продолжала сниматься в кино, в том числе у таких режиссёров, как Александр Кайдановский, Станислав Говорухин, Евгений Татарский и другие. Тем не менее роли были по преимуществу эпизодическими, и после окончательного развала отечественной системы кино в 1990-е годы она эмигрировала во Францию.
В 2008 году на одной из улиц Парижа сорокалетняя женщина не справилась с управлением автомобилем и попала в аварию. Во время столкновения ударилась головой о руль и, потеряв сознание, попала в реанимацию. У Моритц диагностировали закрытую черепно-мозговую травму. Два месяца её пытались вывести из комы, но выжить она не смогла.
С 23 сентября по 4 октября 2009 года в Музее-квартире И. И. Бродского в Санкт-Петербурге прошла выставка живописи и графики Карины Моритц.
В 2013 году вышел сборник художественных работ Карины Моритц «Жизнь на холсте». Книга была презентована на посмертной выставке автора в фонде Карла Буллы. Похоронена на Большеохтинском кладбище.

## Фильмография
1. 1977 — Объяснение в любви — внучка Филиппка
2. 1980 — Ника (фильм-спектакль) — Ника, главная роль
3. 1980 — Я — актриса — дочь Надежды
4. 1981 — Приключения Тома Сойера и Гекльберри Финна — Мэри, сестра Тома
5. 1983 — Вам телеграмма — Вероника
6. 1983 — За синими ночами — Наташа
7. 1984 — Аплодисменты, аплодисменты… — Алёна, дочь Валерии
8. 1984 — Колье Шарлотты — Мери Мертонс
9. 1985 — Простая смерть… — Лиза
10. 1987 — Отступник — Линда
11. 1990 — Вечный муж
12. 1990 — Попугай, говорящий на идиш — девушка
13. 1990 — Сон девственницы — Лена
14. 1991 — Пьющие кровь — Пеппина, бедная девушка